# Hørkram
Hørkram Foodservice A/S, undertiden markedsført som Hørkram Foodservice - Chefs Culinar, er en dansk grossistvirksomhed indenfor fødevarebranchen, der leverer til storkøkkener, restauranter og øvrige virksomheder indenfor fødevarebranchen. Hørkram omsatte i regnskabsåret 2022 for 4,2 milliarder kroner og beskæftiger i 2023 omkring 1.100 medarbejdere.
Virksomheden blev grundlagt i Sorø i 1978 af Alex Buchardt Pedersen og blev i 2004 fusioneret med virksomheden Th. Schulz, der havde hovedsæde i Solbjerg. Navnet blev dengang Hørkram Schulz Foodservice. Navnet blev ændret til det nuværende, da virksomheden i 2009 opkøbes af CITTI, der er den største cateringgrosssist i Tyskland. Hørkram driver i dag to lagre i Kolt ved Aarhus og i Sorø, hvorfra varerne leveres til kunderne.
Konkurrenterne til Hørkram er blandt andre Dagrofa Foodservice og Inco.